# Panna Maria
Panna Maria – osada w Stanach Zjednoczonych, w południowej części stanu Teksas, na południowy wschód od San Antonio. Najstarsza w Stanach Zjednoczonych osada polska, założona w 1854 przez emigrantów z Górnego Śląska kierowanych przez księdza Leopolda Moczygembę, pochodzących z Płużnicy Wielkiej koło Strzelec Opolskich.

## Historia
Mieszkańców nękały węże, malaria, powodzie i susze. Wskutek trudnych warunków bytowania populacja osadników zmniejszyła się ze 120 rodzin w 1858 do 80 w 1909. Obecnie w osadzie mieszka około 100 osób. Ksiądz Moczygemba, który pod dębem odprawił pierwszą mszę w wigilię 1854, kilka lat potem musiał uciekać przed  wściekłymi parafianami, chcącymi go na tym samym dębie powiesić. Resztę życia spędził na północy Stanów Zjednoczonych, gdzie w 1879 założył polskie Seminarium św. Cyryla i Metodego w Orchard Lake (Detroit).
Niewielka grupa wyjechała do Bandery. Mieszkańcy Panny Marii założyli w późniejszych latach pobliskie osady Cestohowa i Pawelekville.
Potomkowie osadników nawiązali kontakty z woj. opolskim w końcu XX wieku. Nazwiska osadników to m.in. Moczygemba, Kowolik, Polok, Jainta (Yanta), Piegza, Korus, Korzekwa, Dziok (Dziuk), Jarzombek. Zachowali archaiczny dialekt śląski, wykształcając gwarę teksaską, wyróżniającą się przede wszystkim mniejszym wpływem języka niemieckiego.
XIX-wieczni emigranci ze Śląska do Ameryki często w rubryce „kraj pochodzenia” podawali „Poland”, mimo że Polski nie było na mapach z powodu rozbiorów, a Śląsk znalazł się w granicach Polski dopiero w XX wieku; ich potomkowie oznajmiają ciekawskim „My dycki byli Polokoma. My zawżdy rządzili doma po polsku”.
W 2021 roku w osadzie otwarto Centrum Dziedzictwa Polskiego w Teksasie (ang. Polish Heritage Center). Koszt budowy muzeum wyniósł ok. 14 mln dolarów.

## Obchody rocznicowe
Jako najstarsza ze wszystkich osad założonych przez Polaków w Ameryce, Panna Maria często przyciąga licznych turystów z okazji wielu uroczystości rocznicowych. Tak było zwłaszcza na obchodach tysiąclecia chrześcijaństwa i polskiej państwowości w 1966, kiedy w mszy i grillu wzięło udział 10 tys. osób. Z tej okazji prezydent Lyndon B. Johnson przekazał prezent dla miejscowego kościoła – mozaikę przedstawiającą Matkę Boską Częstochowską wykonaną przez artystę polskiego pochodzenia Jana E. Krantza z około 12 tys. kamyków.